# Renate Graber
Renate Graber (* 1960 in Wien) ist eine österreichische Journalistin. Sie ist seit 2004 Wirtschaftsredakteurin bei der österreichischen Tageszeitung Der Standard.

## Leben
Graber studierte nach ihrer Schulzeit Rechtswissenschaften an der Universität Wien, sie promovierte 1982. Nach ihrem Gerichtsjahr war sie ab 1984 für den Signum Verlag, danach von 1986 bis 1988 im Wiener Büro der Tiroler Tageszeitung tätig, von 1988 bis 1998 arbeitete sie für das Nachrichtenmagazin profil. Anschließend war sie bei der Zeitschrift Format tätig. Seit 2004 ist sie Teil der Wirtschaftsredaktion der österreichischen Tageszeitung Der Standard.
Bekannt ist Graber u. a. für ihr Mitwirken bei der journalistischen Aufarbeitung einiger der größten politischen Skandale und Affären in der jüngeren Vergangenheit Österreichs: So schrieb und recherchierte sie etwa zur Casinos-Affäre, zur BUWOG-Affäre, zur BAWAG-Affäre und zu den Finanzaffären um die Hypo Alpe Adria. Für ihre Arbeit erhielt sie einige Journalismuspreise, darunter u. a. den Kurt-Vorhofer-Preis 2010, wo es in der Jury-Begründung heißt, dass es Graber gelinge "Zusammenhänge zwischen Politik und Wirtschaft nachvollziehbar darzustellen". So habe sie "etwa die Verzahnung von Politik und Finanzwirtschaft am Beispiel des Hypo Alpe Adria-Skandals oder der riskanten Investments der Hypo Niederösterreich aufgedeckt." Ein "Markenzeichen" von ihr ist laut der Jury ihre Interviewreihe "Anders gefragt", bei der sie seit April 2006 für den Standard Wirtschaftspersönlichkeiten interviewt. Für den Standard begleitete sie außerdem u. a. den Gerichtsprozess zur BUWOG-Affäre und den Ibiza-Untersuchungsausschuss mit sogenannten Liveberichten.

## Bücher
- Renate Graber: Anders gefragt. 25 Gespräche und Begegnungen. Ueberreuter Verlag, Wien 2013. ISBN 978-3-8000-7578-2.
- Renate Graber, Andreas Schnauder: Akte Hypo Alpe Adria. Von der Geldmaschine zum Milliardengrab. Verantwortliche, Profiteure, Hintergründe. Linde Verlag, Wien 2015. ISBN 978-3-7093-0609-3.

## Auszeichnungen
- Horst-Knapp-Preis 2006[2]
- Journalist des Jahres 2007 in der Kategorie Wirtschaft[16]
- Kurt-Vorhofer-Preis 2010[11]
- Journalist des Jahres 2013 in der Kategorie Investigation[17]
- Journalist des Jahres 2016 in der Kategorie Wirtschaft[18]
- Journalist des Jahres 2018 in der Kategorie Wirtschaft[19]
- Goldene Medienlöwin 2021 Nominierung in der Kategorie Goldene Medienlöwin[20]
- Journalist des Jahres 2022 in der Kategorie Wirtschaft[21]
- Journalist des Jahres 2023 in der Kategorie Investigation[22]
- Journalist des Jahres 2024 in der Kategorie Wirtschaft[23]